# 911 inversé
Pour les articles homonymes, voir 911 (homonymie).
Le 911 inversé (en anglais : reverse 911) est un système de communication utilisé par les organismes de sécurité publique au Canada et aux États-Unis pour communiquer avec la population d'une région définie. Le système utilise une base de données recensant des numéros de téléphone et leurs adresses associées qui, lorsque associé à un système d'information géographique (SIG), peut émettre des notifications d'urgence (en) vers ces numéros de téléphone choisis.

## Histoire
Le système de 911 inversé est développé par Sigma Micro Corporation en 1993. Après une série d'acquisitions, Sigma et ses services sont acquis par Motorola Solutions, qui décide de lancer ce service dans sa gamme de services pour les services de sécurité publique Vesta.
Le 2 février 2011, le 911 inversé est utilisé pour la première fois au Québec, par la ville de Montréal. Introduit par Claude Trudel et Serge Tremblay, alors chef du Service de sécurité incendie de Montréal, il est opéré à partir de la base de données du 911, gérée par Bell. 

## Utilisations
Le 911 inversé a notamment été utilisé dans plusieurs catastrophes d'échelle locale. Pendant l'attaque au bulldozer à Granby, au Colorado, en 2004, les services d'urgence ont informé aux quelque 1 500 habitants de s'éloigner de la trajectoire du bulldozer. Lors de la crise d'eau potable de Boston de 2010 (en) pour informer la population de certains quartiers de bouillir leur eau avant consommation. En 2011, après le séisme de la côte Pacifique du Tōhoku, la population des villes orégonaises de Seaside et Astoria ont été conseillés de s'éloigner des berges par des notifications par 911 inversé et par des sirènes d'alerte. À l'annonce de la détonation des bombes improvisées dans l'appartement d'Aurora du meurtrier de masse James Holmes (en) en juillet 2012, les voisins ont été évacués par la police par 911 inversé. Le 14 décembre 2012, lors de la tuerie de l'école primaire Sandy Hook, les parents des écoliers ont été informés par 911 inversé. En avril 2013, peu après le double attentat du marathon de Boston, la police informe aux habitants de rester dans leurs foyers le temps de la chasse aux suspects impliqués. En octobre 2014, certains habitants de Dallas ont été informés par 911 inversé de la seconde infection au virus Ebola dans la ville.

### Médiagraphie
- (en) « What is Reverse 911? », sur Eastside Fire and Rescue (en), 2010 (consulté le 16 avril 2023).